# Svenska serier under 1970-talet
Svenska serier på 1970-talet tog inspiration från nya håll. Åren runt 1970 lanserades den fransk-belgiska seriealbum-traditionen på bred front, med serier som Tintin, Asterix och Lucky Luke, och tecknade serier började nu synas på biblioteken. I mitten av 1960-talet hade svenska serievänner organiserat sig, och Svenska Serieakademin och Seriefrämjandet kom att sprida både information och påverkade politiker. Resultatet blev böcker, serietidskrifter och ett begynnande statligt stöd till serieutgivning.
Bland de nya svenska serierna fanns Felix, delvis inspirerad av Tintin. Rolf Gohs lanserade en vardagsnära äventyrsserien Mystiska 2:an, och Rune Andréasson placerade sin hemvävda barnserie Bamse i egen tidning.

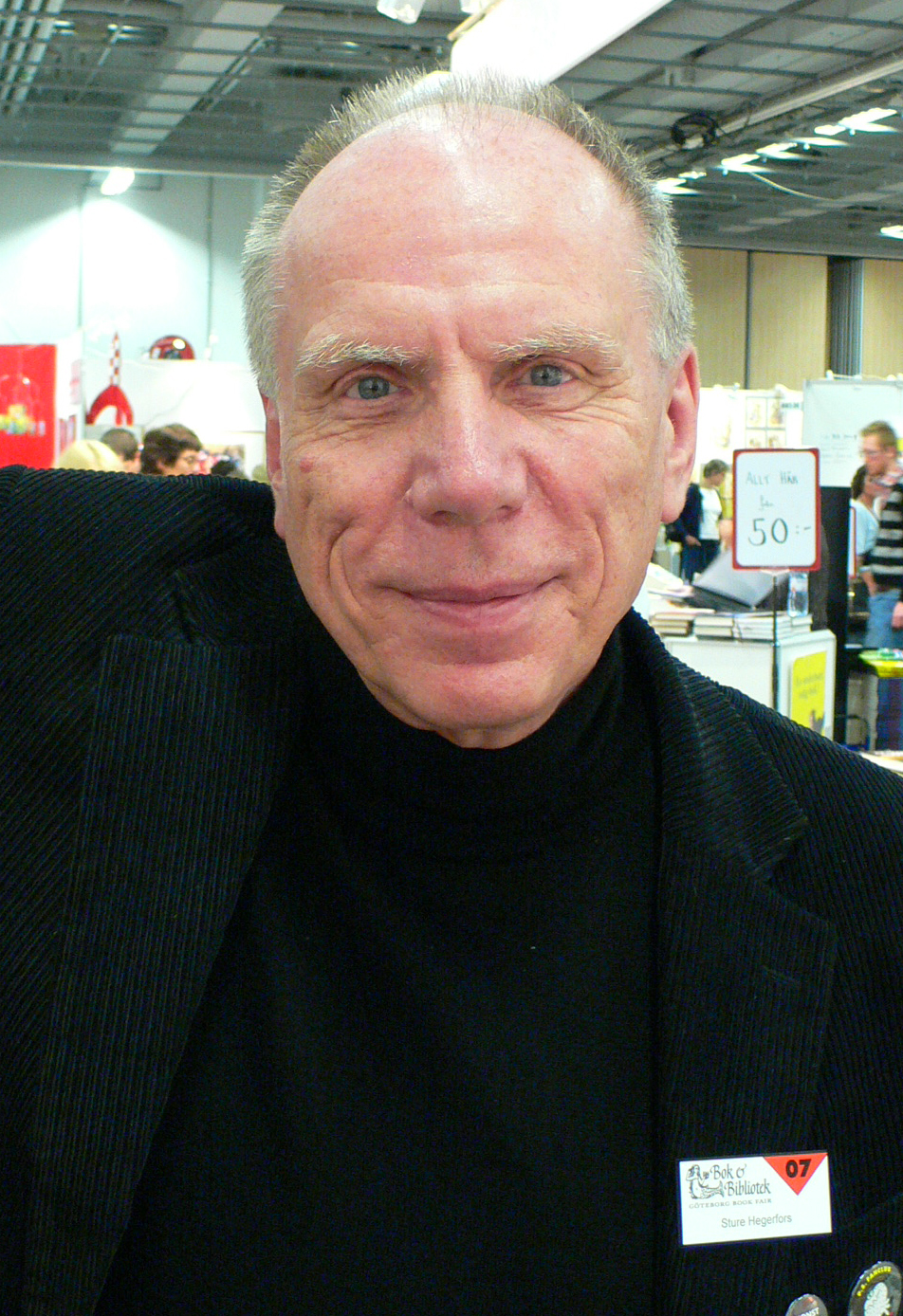
Sture Hegerfors, en av de svenska "seriefrämjarna" som började skriva böcker och sprida information om mediet.

## Främjande aktiviteter
1965 hade Svenska Serieakademin bildats på initiativ av Sture Hegerfors. Bildandet skedde i samband med den första svenska serieutställningen, den av Hegerfors och galleristen Bo A. Karlsson arrangerade Seriernas Fantastiska Värld. Påföljande år, 1966, publicerade Hegerfors Svisch! Pow! Sock! - Seriernas fantastiska värld, den första svenska fackboken om tecknade serier, vilken följdes av Serier och serietecknare (1969), Sex och serier (1970, i samarbete med Hans Sidén), Seriöst om serier (1973, i samarbete med Stellan Nehlmark), och Pratbubblan! En bok om serier (1978).
1965 delade Serieakademin också ut de första Adamsonstatyetterna till välförtjänta serieskapare. 1960- och 1970-talets mottagare av statyetten för inhemska kreatörer innefattar, i tur och ordning, Rudolf Petersson, Elov Persson, Jan-Erik Garland (Rit-Ola), Jan Lööf (se nedan), Rune Andréasson, Torvald Gahlin, Torsten Bjarre, Rolf Gohs, Nils Egerbrandt och Gösta Gummesson.
1968 grundade Hegerfors tillsammans med Henri Holmgren och Janne Lundström Seriefrämjandet (SeF) i syfte att "belysa och sprida kunskap om seriernas och seriebranschens historia samt deras estetiska, kulturella, ideologiska, sociala och ekonomiska sammanhang" och "främja förståelsen för serien som uttrycksmedel och verka för en högtstående svensk och utländsk serieproduktion". Samma år utkom det första numret av facktidskriften Thud!, vilken 1977 bytte namn till Bild & Bubbla. 2013 har tidningen utkommit med över 190 nummer. Från 1970 till 1980 utkom dessutom den från SeF fristående tidskriften Serieguide.
I och med skapandet av Statens kulturråd 1974 så fick tecknade serier, delvis efter pådrivning från SeF, del av stödpengar. Så småningom kom en viss del av det statliga litteraturstödet att öronmärkas för tecknade serier: det statliga seriestödet.
Det spirande serieintresset födde också efterfrågan på en behändig översikt över utgivna seriepublikationer, liksom en allmänt gillad skickgradering av serietidningar. 1981 resulterade det i den första utgåvan av Seriekatalogen, utgiven av Bulls Press dotterbolag Alvglans förlag. Parallellt med de ökade serieintresset började också de första seriefanzinen dyka upp, till stor del som en del av 1970-talets vänsterrörelse.

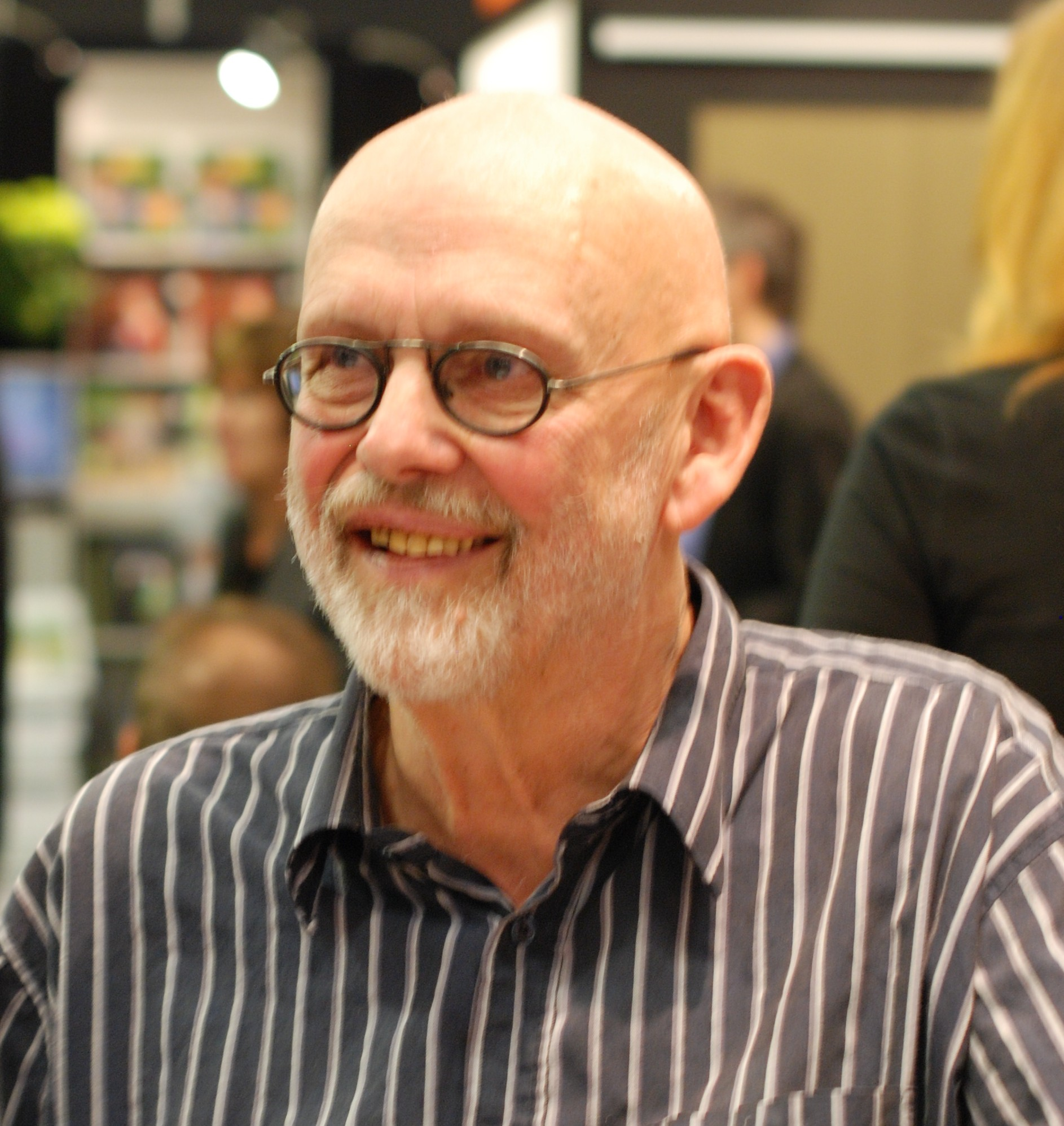
Jan Lööf, som med sin Felix skapade en "svensk Tintin".

## Äventyrsserier
1967 hade det danska förlaget Carlsen bett en av sina barnboksförfattare, svensken Jan Lööf, att skapa en dagspresserie. Resultatet blev äventyrsserien Felix (inledningsvis under titeln Fiffige Alf). Om än serien riktades till barn innebar dess många blinkningar till populärkulturella fenomen att också vuxna kunde uppskatta den på ett sätt som var nytt, jämfört med tidiga svenska barnserier. Efter fem år, 1972, lämnade Lööf serien (som dock fortsattes av andra, danska, serieskapare), men i januari samma år började Folket i Bild/Kulturfront publicera hans nya serie, humorserien Bellman, med manus av Ola Nyberg. Lööf lämnade Bellman redan efter några månader, men andra kreatörer fortsatte producera serien ända in på 1980-talet. Hans tredje serie, äventyrsserien Ville, publicerades i Vi 1975-1976.
Flertalet av förgrundsgestalterna inom Serieakademin och Seriefrämjandet var själva inte serieskapare. Det främsta undantaget var Janne Lundström, som för tidningen Vi skapade de båda ambitiösa äventyrsserierna Gerilla-serien (1976), tecknad av samma Ola Nyberg som jobbade med Jan Lööf på Bellman, och Johan Vilde (1977), tecknad av den i Danmark boende Jaime Vallvé, som också gjorde den svenskproducerade Elefantpojken 1973–1975. 
Såväl Jan Lööfs som Janne Lundströms serier kom att röna stor uppmärksamhet, och Felix, Ville, Johan Vilde och Gerilla-serien publicerades snart som seriealbum - ett format som hade blivit vanligt förekommande i och med att fransk-belgiska serier som Tintin, Lucky Luke och Asterix började komma i svensk översättning omkring 1970. Lööf lämnade dock i princip seriemarknaden efter att Ville färdigställts, och Lundström gjorde likaledes efter det sista Johan Vilde-avsnittet (1982). 
Det var även under 70-talet som den svenskstyrda produktionen av Fantomen-serier kom igång på allvar, med ofta utländska tecknare och manusförfattare som Janne Lundström, Ulf Granberg och britten Norman Worker.
Jämte Lööf och Lundström bidrog också den till seriemediet återvändande Rolf Gohs till 1970-talets utbud av nyskapande äventyrsserier. 1969 grundade han serieförlaget Inter Art, som dels återupptog produktionen av Kilroy, men framför allt kom att publicera Gohs nya, egna, serie Mystiska 2:an, en realistiskt laddad äventyrsserie tecknad i fotografiskt svartvitt. Inter Art tvingades lägga ner verksamheten redan efter ett halvår, men Gohs fortsatte att skapa Mystiska 2:an-äventyr, och serien levde vidare i egna serietidningar och album, i en dagspressversion, och som biserie i bland annat Fantomen. När serien avslutades 1985 hade även Janne Lundström skrivit manuset till ett album i serien: Sacho, Stefan och langaren (1982).
Ytterligare en äventyrsserieskapare aktiv under sjuttiotalet var Magnus Larsson, som skrev Tumac under åren 1978-1980, till teckningar av spanjoren Jesús Blasco. Därefter levde serien kvar ytterligare några år, skriven av britten Donne Avenell, och med teckningar av flera olika upphovsmän.

## Barnserier
Rune Andréassons veckopresserie Bamse – världens starkaste björn började utkomma i egen tidningen 1973, och växte snabbt till den jämte Kalle Anka & C:o största barnserietidningen. Under de första åren innehöll tidningen också sporadiska biserier av Andréasson: främst Pellefant, men också Habibu (1973 och 1975) och Rulle och Maja (1975). 
1974 lämnade Andréasson Pellefant, som fortsattes av huvudsakligen Gösta Gummesson och dansken Gil Johansen. 1976 överlät han också tecknandet av Bamse till spanjoren Francisco Torá, och 1983 började även Bo Michanek teckna serien. 

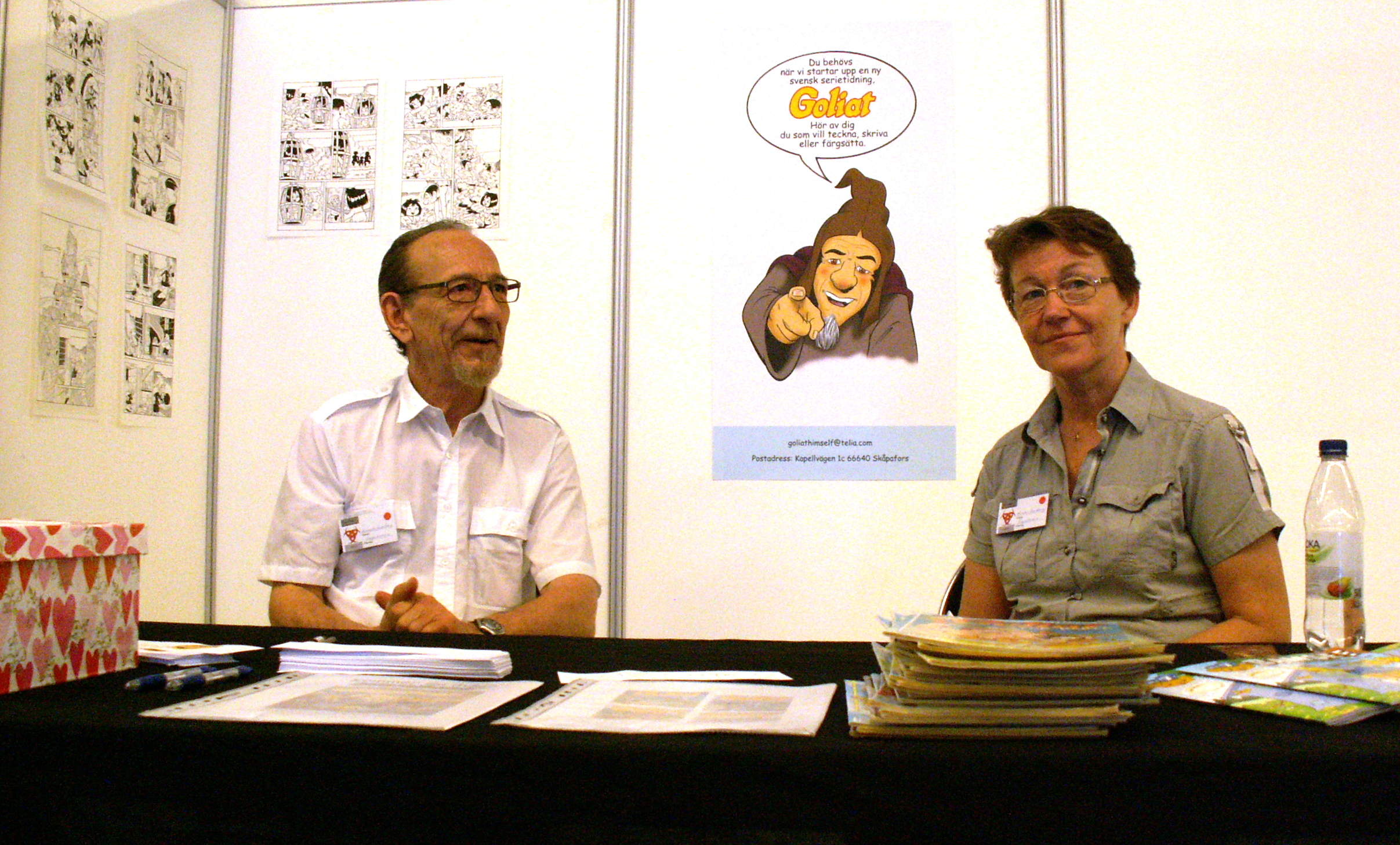
Efter Bamses framgångar startades flera liknande barnserier. Kenneth och Kerstin Hambergs Goliat var en av dem.

Möjligen som en följd av Bamses popularitet, föddes under 1970-talet ett flertal barnserier. Bland de med tydligast inspiration av Bamse märks Lars Mortimers Bobo, som 1978 började publiceras i en egen serietidning. Året därpå, 1979, hade Kenneth Hambergs serie om stenålderspojken Goliat premiär i Svenska Journalen, och tre år senare, 1982, fick även Goliat en egen tidning.
Andra mainstreamserier för barn under 1970-talet inkluderar Peo av bland andra Kiki Olsen, skapad för tidningen Dennis 1969, och Lajban, skapad av Olle Snismarck för serietidningen med samma namn 1971. I Lajban publicerades även två djurserier: Bim-Bim av Jan Roswall, samt Morris av Bengt-Åke Cras och tysken Bob Heinz.
Cras skrev även serierna Hagadals IF och Kom igen, Stefan! till sportserietidningen Buster, och medverkade dessutom i ridtidningen Min Häst och flicktidningen Starlet. De mest etablerade serierna i Min Häst var dock Broknäsflickorna (1974-1985), tecknad av Ola Ericson till manus av dottern Ylva Ericson, och Lena Furbergs humorserie om hästen Mulle (först publicerad 1975).
Flera litterära figurer blev serier under 1970-talet – barnboksförfattaren Max Lundgren skrev själv manus till tidningen Busters serieversioner av hans romansviter IFK Trumslagaren, tecknad av spanjoren Josep Marti, och Åshöjdens BK, tecknad av Reijo Piippo. Den senare blev en av tidningens mest långvariga inslag, publicerad från 1975 till 1992, och Piippo kom även att teckna ett flertal andra serier för tidningen.
Andra serieskapare som överförde bokfigurer till tecknade serier vid denna tid inkluderar Peter Csihas, vars serieversion av Sven Wernströms De hemligas ö publicerades som följetong i Kamratposten 1970–1971, Björn Hedlund, vars serier om Katarina Taikons Katitzi publicerades både i Kamratposten, en egen serietidning och egna album; Georges Bess, som tecknade Bengt Linders Dante (1974-1975) och skapade serieversionen av Emil Norlanders Anderssonskans Kalle 1972; samt Ola Ericson, vars tolkning av Sivar Ahlruds Tvillingdeckarna publicerades både i en egen tidning och i Dennis under åren 1973–1981.
1970-talet innebar också flera barnböcker berättade som tecknade serier - här märks Inger och Lasse Sandbergs Filurstjärnan (utgiven redan 1969), Beppe Wolgers och Peter Csihas Fantasier (utgiven 1973), Ulf Hultbergs och Behnn Edwinssons Lotta i Hallonby (fyra böcker utgivna 1975) och Vardagsgruppens Jenny, Jenny, Jenny och Jonny (två böcker utgivna 1976), liksom Gunilla Hanssons och Grethe Fagerströms sexualupplysningsbok Per, Ida & Minimum (1978).

## Humorserier
Elmar Blomberg tog över serietidningsversionen av Lilla Fridolf i mitten av 1970-talet. Elov Person lämnade över ansvaret för Kronblom till sonen Gunnar 1967, och 1970 övertog den andre sonen, Ingvar, produktionen av Agust. 
Tidningen Åsa-Nisse började i mitten av 1970-talet att publicera både Agust och den klassiska humorserien Adamson. Under åren 1979 och 1980 publicerade man ett flertal av de svenska humorklassikerna: Abu Fakir, Biffen och Bananen, Enok, Filimon, Fridolf Celinder, Jocke, Nicke och Majken, Kapten Grogg, Kaspersson, Klotjohan, Min bror ock jag, Olli, Pelle och Kickan, Norelius tolkning av Pelle Svanslös, Phili Philin, Pian, Påhittiga Johansson, Rock-Jocke, Rubb och Stubb, Rulle Rustibus, Snälla Svensson, Spara och Slösa, Spik-Anton, Storknas och Lillknas, Stålfarfar, Ur Barna Hedenhös' liv och leverne, Urhunden, och Vicke Nys.
Manusförfattaren Kjell E. Genberg och den uruguayanske tecknaren Carlos Canel gjorde under åren 1970-1971 serietidningen Modde. Genberg skapade därefter både den kortlivade äventyrsserien Ben Hogan (baserad på Genbergs romanhjälte med samma namn) och barnserien Mika, och Canel kom sedermera att teckna för Svenska Mad.
Andra som etablerades i Svenska Mad under sjuttiotalet, i och med att tidningen utökade andelen svenskproducerat material, inkluderar Anders Ferm, Svante Lundin ("Fimbul"), Bengt-Göran Griffer, Folke Hallin, Ove Magnusson, Aake Nystedt, Ulf Ragnarsson, Anders Svernsjö och Kjell Swanberg.